# 小早川能久
小早川 能久（こばやかわ よしひさ）は、江戸時代前期の武士。小早川秀包の三男。通称は大学、式部。小早川式部の名で兵法家としても名を残す。

## 生涯
小早川秀包の三男として生まれる。毛利秀就に仕えたが、故あって牢人となる。江戸滞在中に水戸藩主・徳川頼房に召し出され、松平頼重の附家老となった。
また、能久は兵法家でもあり、小幡景憲に甲州流軍学を学んで『翁物語』（成立は1652年以前）を著した。能久の流れは、筑前福岡藩に伝わった。
寛文6年（1666年）4月17日に死去。子の喜太郎が早世したため嗣子がなく、能久の死により小早川家は断絶した。

## 系譜
- 父：小早川秀包（1567-1601）
- 母：桂姫（1570-1648） - 大友義鎮（大友宗麟）の娘。
- 正室：不詳
  - 長男：小早川喜太郎（?-?） - 早世。母は不詳。
  - 長女：女子（?-?） - 高松藩士・戸祭主水室。母は不詳。